# Ludmila Müllerová
Ludmila Müllerová (ur. 27 września 1954 w Lanškrounie) – czeska polityk i ekonomistka, parlamentarzystka, w latach 2012–2013 minister pracy i spraw socjalnych.

## Życiorys
Ukończyła szkołę średnią, do 1991 pracowała na stanowiskach administracyjnych i biurowych w przedsiębiorstwach państwowych i spółdzielczych. W 1991 została absolwentką studiów ekonomicznych w Wyższej Szkole Rolniczej w Brnie. Od tego czasu zatrudniona w sektorze prywatnym.
W 1991 wstąpiła do Unii Chrześcijańskiej i Demokratycznej – Czechosłowackiej Partii Ludowej. W 2009 przeszła do nowo powstałej partii TOP 09, do 2011 pełniła funkcję jej wiceprzewodniczącej. W latach 1998–2002 sprawowała mandat deputowanej do Izby Poselskiej. W kadencji 2004–2010 zasiadała w czeskim Senacie. Była radną, a od 2006 do 2010 zastępczynią burmistrza miejscowości Dolní Čermná. Od listopada 2012 do lipca 2013 zajmowała stanowisko ministra pracy i spraw socjalnych w rządzie Petra Nečasa.